# Stazione di Palestrina (SFV)
La stazione di Palestrina era una delle quattro stazioni ferroviarie al servizio del comune omonimo, situata sulla ferrovia Roma-Fiuggi-Alatri-Frosinone.

## Storia
La stazione venne inaugurata il 12 giugno 1916 in concomitanza con l'apertura della tratta da Roma a Genazzano.
Venne chiusa al traffico il 26 dicembre del 1983, insieme alla tratta San Cesareo-Genazzano, a causa di una frana avvenuta il 27 dicembre dello stesso anno, che fu pretesto per una chiusura "temporanea" della linea, che a distanza di pochi mesi divenne definitiva.

### Incidenti
Il 12 settembre 1970 il cedimento del binario in uscita dalla stazione in direzione Roma causa lo sviamento di un convoglio.

## Strutture e impianti
La stazione disponeva di un fabbricato viaggiatori adiacente ai servizi igienici e ad una delle dieci sottostazioni elettriche della linea.
Dopo la soppressione della linea il piazzale binari è stato asfaltato e riutilizzato come parcheggio; al 2014 è utilizzato come capolinea delle autolinee urbane gestite da Cilia Italia. Allo stesso anno, il sedime del binario in direzione Fiuggi-Frosinone è rimosso e sostituito da via Lucio Attilio, strada residenziale.
Sul lato nord del piazzale è presente il terminale della scala mobile che serve il comune di Palestrina, collegando la stazione a piazzale Caduti senza Croce, adiacente alla porta del Sole.
Al 2014, nell'area nord della stazione adiacente alla sopra citata scala mobile e al binario in direzione Fiuggi-Frosinone, è in corso di realizzazione un parcheggio multipiano.

## Movimento
La stazione era interessata solamente da traffico passeggeri.

## Servizi
La stazione disponeva di:
- Biglietteria a sportello
- Sala d'attesa
- Servizi igienici